# Јужни Анди
Јужни Анди (шп. Cordillera Sur), познати и као Патагонијски Анди, су део планинског венца Анда који се пружају од Суптропских Анда на северу до Огњене земље на југу, између Аргентине и Чилеа. Правац простирања је север-југ, тачније између 40° јгш до отприлике 56° јгш. Највиши врх налази се у Чилеу, а то је Сан Валентин, висине 4.058 метара. 